# Paulina Kowalska
Paulina Kowalska (* 1993) ist eine polnische Schauspielerin.

## Leben
Paulina Kowalska absolvierte ihre Schauspielausbildung von 2014 bis 2019 an der AST National Academy of Theatre Arts in Krakau.
Sie wirkte bislang in einigen polnischen Filmen und Fernsehserien mit, aber auch in einigen deutschen Filmen. Sie spielt auch auf der Theaterbühne.
Kowalska wohnt in Warschau. Neben ihrer Muttersprache Polnisch spricht sie auch Deutsch, Englisch und Russisch.

## Filmografie (Auswahl)
- 2016: Krauses Glück
- 2018: Zeichen (Fernsehserie)
- 2019: The Pleasure Principle – Geometrie des Todes (Fernsehserie, 1 Folge)